# Wilsenroth
Wilsenroth ist ein Ortsteil der Gemeinde Dornburg im mittelhessischen Landkreis Limburg-Weilburg.

## Geografische Lage
Wilsenroth liegt am Osthang des Westerwalds, naturräumlich im Oberwesterwälder Kuppenland, rund 16 Kilometer nördlich der Kreisstadt Limburg an der Lahn. Am Nordostrand des Dorfes verläuft die Bahnstrecke Limburg–Altenkirchen, die einen Haltepunkt am Ort hat, noch etwas weiter nordöstlich fließt der Elbbach.
Die vergleichsweise kleine Wilsenrother Gemarkung grenzt im Nordosten an Langendernbach und im Süden an Frickhofen, beides Dornburger Ortsteile. Im Nordwesten ist die Gemarkungsgrenze zugleich Landesgrenze nach Rheinland-Pfalz. Dort schließt sich das Gebiet der Gemeinde Berzhahn an.
Der Ort liegt auf dem Nordosthang das Basaltmassivs aus Dornburg und Blasiusberg. Auf beiden befinden sich interessante archäologische und kulturelle Zeugnisse der Vergangenheit, Reste des Oppidums Dornburg und die Blasiusberg Kapelle. Die bebaute Ortslage erstreckt sich über die Höhe von 280 bis 350 Metern über dem Meeresspiegel. Im größeren Maßstab vollzieht die gesamte Gemarkung diese Hanglage nach. Der höchste Punkt liegt bei rund 430 Metern westlich des Dorfs, der niedrigste nordöstlich bei 250 Metern im Elbbachtal.
Neben dem Mischwald westlich und südlich des Orts und der vor allem als Grünland bestellten Landwirtschaftsfläche östlich bestimmt ein großer, inzwischen stillgelegter Basaltsteinbruch südlich von Wilsenroth das Bild der Gemarkung.

## Geschichte

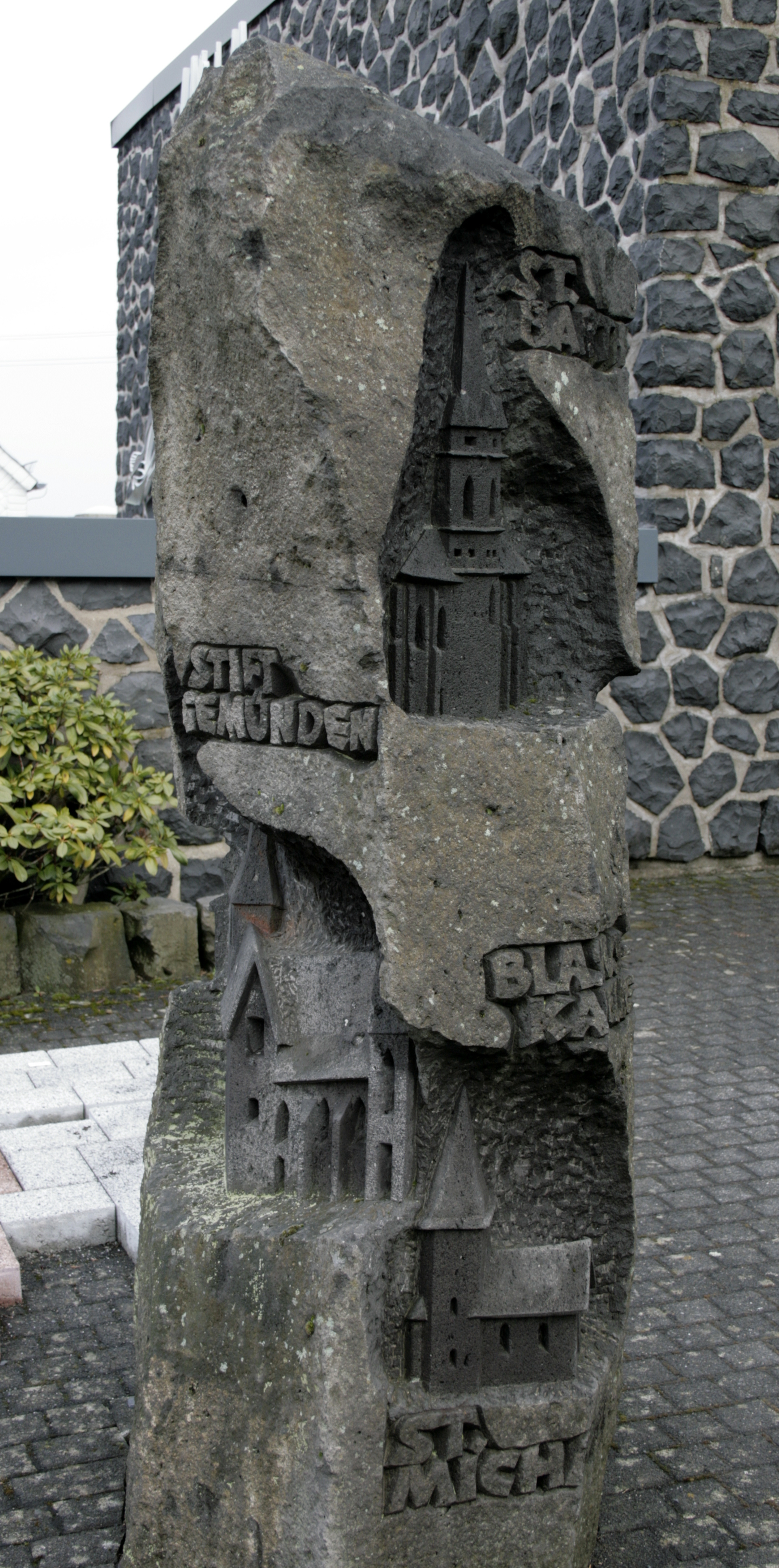
Gedenkstein an der Pfarrkirche St. Bartholomäus, der die Verbindung zur Blasiuskapelle und zum Stift St. Serverus herstellt

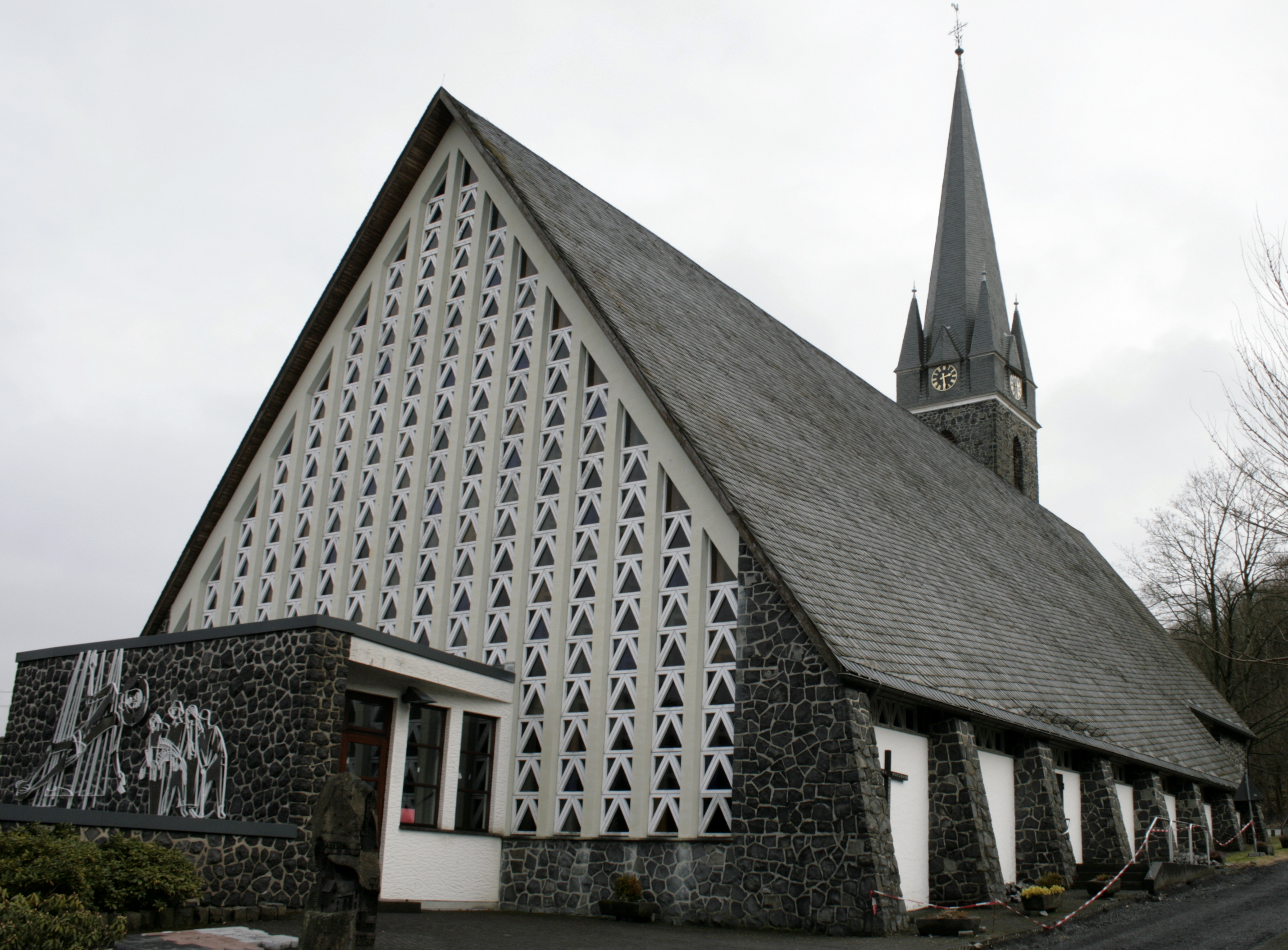
Pfarrkirche St. Bartholomäus

### Ortsgeschichte
Die älteste vermutete schriftliche Erwähnung von Wilsenroth erfolgte unter dem Namen Wilsenrode im Jahr 879 in einer Schenkungsurkunde des Stifts St. Severus im benachbarten Gemünden erwähnt. Möglicherweise entstand der Ort während der frühmittelalterlichen Rodungsperiode um 750, worauf die Endung -roth verweist. Allerdings lässt sich nicht sicher ausschließen, dass mit dieser Erwähnung das etwas weiter nordwestlich gelegene Willmenrod gemeint war.
Im Mittelalter war der Ort Bestandteil eines Gerichtsbezirks, dessen Mittelpunkt die Kirche auf dem nahe gelegenen Blasiusberg war. Kirchlich war der Ort bis 1669 dem Kirchspiel Gemünden zugeordnet. Darüber hinaus ist über die mittelalterliche Geschichte Wilsenroths wenig bekannt. Urkundliche Erwähnungen treten erst gehäuft auf, als das Dorf im Verlauf der Reformation in den 1560er Jahren aus dem Besitz des Stifts an das Haus Leiningen-Westerburg überging, das bereits vorher Vogteirechte über den Ort hatte. Im Verlauf des Niedergangs von Leiningen Westerburg fiel Wilsenroth 1667 an das Fürstentum Nassau-Hadamar. 1669 wechselte es vom Kirchspiel Gemünden in das Kirchspiel Blasiusberg. 1742 brannte der Ort fast vollständig ab.
Südwestlich des Dorfs befand sich im Mittelalter die Siedlung Obertraut, die aber zu einem nicht bekannten Zeitpunkt zwischen 1287 und 1612 wüst fiel und deren Bewohner mehrheitlich nach Wilsenroth zogen.
Vermutlich um 1650 wurde in Wilsenroth eine erste Kapelle errichtet, doch erst für den Folgebau, die Bartholomäuskapelle, später auch Anna-Kapelle, lässt sich mit 1779 das Jahr der Errichtung genau festmachen. Von 1900 bis 1902 wurde eine Pfarrkirche erbaut und die alte Kapelle 1903 abgerissen. 1928 wurde Wilsenroth zur Pfarrvikarie und der Bau des Pfarrhauses begann. 1950 wurde die Vikarie zur eigenständigen Pfarrei erhoben. Von 1960 bis 1961 wurde die baufällige alte Kirche bis auf den Turm abgerissen und der Neubau errichtet, der dem Patrozinium des Heiligen Bartholomäus untersteht.
Im Jahr 1761 wurde in Wilsenroth erstmals im Winter Schulunterricht gehalten. Zuvor hatten die Kinder in die Kirchspielschule nach Frickhofen laufen müssen. 1810 stellte die französische Verwaltung erstmals einen hauptamtlichen Schulmeister ein und mietete ein leerstehendes Haus als Schule. 1860 wurde das neue Schulhaus fertiggestellt, das 1950 Bürgermeisteramt wurde und heute Dorfmuseum ist. 1899 entstand ein weiterer Schulbau, der inzwischen wieder abgerissen ist. Die heutige Grundschule wurde 1937 erbaut. 1817 wurde ein Gemeindebackhaus errichtet, das 1891 erweitert wurde und als Schule sowie Amtssitz der Gemeindeverwaltung diente. 1961 wurde der Bau abgerissen. 1903 gab es erstmals Wasserleitungen im Dorf und 1923 elektrischen Strom. 1935 wurde ein neues Schulhaus errichtet. Ein Kindergarten entstand 1974, eine Mehrzweckhalle 1972.
Hessische Gebietsreform (1970–1977)
Im Zuge der Gebietsreform in Hessen fusionierte die bis dahin selbständigen Gemeinden Dorndorf, Frickhofen und Wilsenroth zum 1. Februar 1971 freiwillig zur neuen Gemeinde Dornburg. Frickhofen wurde Sitz der Gemeindeverwaltung.
Für alle drei Gemeinden wurde je ein Ortsbezirk eingerichtet. Sitz der Gemeindeverwaltung wurde der Ortsteil Frickhofen.

### Verwaltungsgeschichte im Überblick
Die folgende Liste zeigt die Staaten und Verwaltungseinheiten, denen Wilsenroth angehört(e):
- vor 1711:  Heiliges Römisches Reich, Fürstentum Nassau-Hadamar, Amt Mengerskirchen
- 1717–1743: Heiliges Römisches Reich, Fürstentum Nassau-Dillenburg, Amt Mengerskirchen
- 1743–1806: Heiliges Römisches Reich, Grafen von Nassau-Diez als Teil des Fürstentums Nassau-Oranien, Amt Mengerskirchen
- 1806–1813: Großherzogtum Berg,[Anm. 2] Département Sieg, Arrondissement Dillenburg, Kanton Hadamar
- 1813–1815: Fürstentum Nassau-Oranien, Amt Mengerskirchen
- ab 1816: Herzogtum Nassau, Amt Hadamar[Anm. 3]
- ab 1849: Herzogtum Nassau, Kreisamt Hadamar[Anm. 4]
- ab 1854: Herzogtum Nassau, Amt Hadamar
- ab 1867: Norddeutscher Bund[Anm. 5], Königreich Preußen,[Anm. 6] Provinz Hessen-Nassau, Regierungsbezirk Wiesbaden, Oberlahnkreis[Anm. 7]
- ab 1871: Deutsches Reich, Königreich Preußen, Provinz Hessen-Nassau, Regierungsbezirk Wiesbaden, Oberlahnkreis
- ab 1886: Deutsches Reich, Königreich Preußen, Provinz Hessen-Nassau, Regierungsbezirk Wiesbaden, Kreis Limburg
- ab 1918: Deutsches Reich (Weimarer Republik), Freistaat Preußen, Provinz Hessen-Nassau, Regierungsbezirk Wiesbaden, Oberlahnkreis
- ab 1944: Deutsches Reich, Freistaat Preußen, Provinz Nassau, Landkreis Limburg
- ab 1945: Amerikanische Besatzungszone, Groß-Hessen, Regierungsbezirk Wiesbaden, Landkreis Limburg
- ab 1946: Amerikanische Besatzungszone,[Anm. 8] Land Hessen, Regierungsbezirk Wiesbaden, Landkreis Limburg
- ab 1949: Bundesrepublik Deutschland, Land Hessen, Regierungsbezirk Wiesbaden, Landkreis Limburg
- ab 1968: Bundesrepublik Deutschland, Land Hessen, Regierungsbezirk Darmstadt, Landkreis Limburg
- ab 1971: Bundesrepublik Deutschland, Land Hessen, Regierungsbezirk Darmstadt, Landkreis Limburg, Gemeinde Dornburg[Anm. 9]
- ab 1974: Bundesrepublik Deutschland, Land Hessen, Regierungsbezirk Darmstadt, Landkreis Limburg-Weilburg, Gemeinde Dornburg
- ab 1981: Bundesrepublik Deutschland, Land Hessen, Regierungsbezirk Gießen, Landkreis Limburg-Weilburg, Gemeinde Dornburg

### Wirtschaftsgeschichte
Jahrhundertelang war in Wilsenroth wegen der schlechten Bodenverhältnisse nur eine kärgliche Landwirtschaft möglich gewesen. Aus dem gleichen Grund blieb ein Großteil der Gemarkung von Wald bedeckt, weil sich die Rodung nicht lohnte. Bis ins späte 19. Jahrhundert hatten während des Pauperismus zahlreiche Einwohner ihren Lebensunterhalt als Wanderarbeiter, insbesondere als Ziegelbrenner, oder Hausierer in ganz Europa verdienen müssen, ähnlich wie in anderen Orten des Westerwalds. Zudem wurde in dieser Zeit durch verschiedene Verwaltungsentscheidungen die Gemarkung verkleinert, was zum Verlust erheblicher Waldflächen im Gemeindebesitz führte.
Ein deutlicher Aufschwung setzte 1886 mit der Inbetriebnahme des Bahnhofs in Wilsenroth und der Eröffnung mehrerer Basaltsteinbrüche im folgenden Jahr ein. Die Steinbrüche schufen nicht nur Arbeitsplätze, sondern kamen auch der Gemeindekasse durch Pacht- und Steuereinnahmen zugute. 1989 wurde der Abbau im letzten Wilsenrother Basaltsteinbruch eingestellt. Im dritten Viertel des 20. Jahrhunderts etablierte sich in dem Ort reger Fremdenverkehr, der im Jahr 1965 mit nahezu 22.000 Übernachtungen den höchsten Wert erreichte. 1967 wurde Wilsenroth als Erholungsort und 1978 als Luftkurort anerkannt. Ende der 1970er Jahre spielte der Tourismus jedoch nur noch eine sehr geringe Rolle.

### Bevölkerung
Einwohnerstruktur 2011
Nach den Erhebungen des Zensus 2011 lebten am Stichtag dem 9. Mai 2011 in Wilsenroth 1350 Einwohner. Darunter waren 51 (3,8 %) Ausländer.
Nach dem Lebensalter waren 228 Einwohner unter 18 Jahren, 560 zwischen 18 und 49, 285 zwischen 50 und 64 und 267 Einwohner waren älter.
Die Einwohner lebten in 558 Haushalten. Davon waren 144 Singlehaushalte, 174 Paare ohne Kinder und 198 Paare mit Kindern, sowie 30 Alleinerziehende und 12 Wohngemeinschaften. In 126 Haushalten lebten ausschließlich Senioren und in 372 Haushaltungen lebten keine Senioren.
Einwohnerentwicklung
Die älteste Erhebung von Einwohnerzahlen datiert auf 1506 und weist 60 Wilsenrother nach. Um 1610 waren es 130 Einwohner. Pest und Dreißigjähriger Krieg ließen die Zahl bis 1645 auf 39 sinken. 1809 hatte der Ort 306 Einwohner. Im Ersten Weltkrieg fielen 31 Wilsenrother, im Zweiten 52. Nach dem Zweiten Weltkrieg siedelten sich rund 200 Heimatvertriebene im Ort an.
| Wilsenroth: Einwohnerzahlen von 1834 bis 2019 | Wilsenroth: Einwohnerzahlen von 1834 bis 2019 | Wilsenroth: Einwohnerzahlen von 1834 bis 2019 | Wilsenroth: Einwohnerzahlen von 1834 bis 2019 | Wilsenroth: Einwohnerzahlen von 1834 bis 2019 |
| --- | --------------------------------------------- | --------------------------------------------- | --------------------------------------------- | --------------------------------------------- |
| Jahr |                                               |                                               |                                               | Einwohner                                     |
| 1834 | 1834                                          |                                               | 364                                           | 364                                           |
| 1840 | 1840                                          |                                               | 372                                           | 372                                           |
| 1846 | 1846                                          |                                               | 380                                           | 380                                           |
| 1852 | 1852                                          |                                               | 383                                           | 383                                           |
| 1858 | 1858                                          |                                               | 398                                           | 398                                           |
| 1864 | 1864                                          |                                               | 439                                           | 439                                           |
| 1871 | 1871                                          |                                               | 414                                           | 414                                           |
| 1875 | 1875                                          |                                               | 474                                           | 474                                           |
| 1885 | 1885                                          |                                               | 429                                           | 429                                           |
| 1895 | 1895                                          |                                               | 493                                           | 493                                           |
| 1905 | 1905                                          |                                               | 605                                           | 605                                           |
| 1910 | 1910                                          |                                               | 682                                           | 682                                           |
| 1925 | 1925                                          |                                               | 833                                           | 833                                           |
| 1939 | 1939                                          |                                               | 959                                           | 959                                           |
| 1946 | 1946                                          |                                               | 1.180                                         | 1.180                                         |
| 1950 | 1950                                          |                                               | 1.165                                         | 1.165                                         |
| 1956 | 1956                                          |                                               | 1.077                                         | 1.077                                         |
| 1961 | 1961                                          |                                               | 1.123                                         | 1.123                                         |
| 1967 | 1967                                          |                                               | 1.270                                         | 1.270                                         |
| 1970 | 1970                                          |                                               | 1.301                                         | 1.301                                         |
| 1980 | 1980                                          |                                               | ?                                             | ?                                             |
| 1990 | 1990                                          |                                               | ?                                             | ?                                             |
| 2000 | 2000                                          |                                               | ?                                             | ?                                             |
| 2011 | 2011                                          |                                               | 1.350                                         | 1.350                                         |
| 2019 | 2019                                          |                                               | 1.344                                         | 1.344                                         |
| Datenquelle: Historisches Gemeindeverzeichnis für Hessen: Die Bevölkerung der Gemeinden 1834 bis 1967. Wiesbaden: Hessisches Statistisches Landesamt, 1968. Weitere Quellen: LAGIS; Zensus 2011 |                                               |                                               |                                               |                                               |

Religionszugehörigkeit
| • 1885: | 05 evangelische (= 1,17 %) und 424 katholische (= 98,83 %) Einwohner  |
| • 1961: | 32 evangelische (= 2,85 %) und 1090 katholische (= 97,06 %) Einwohner |

## Politik
Für Wilsenroth besteht ein Ortsbezirk (Gebiete der ehemaligen Gemeinde Wilsenroth) mit Ortsbeirat und Ortsvorsteher nach der Hessischen Gemeindeordnung.
Der Ortsbeirat besteht aus sechs Mitgliedern. Bei den Kommunalwahlen in Hessen 2021 betrug die Wahlbeteiligung zum Ortsbeirat 69,71 %. Dabei wurden gewählt: vier Mitglieder der CDU und zwei Mitglieder der SPD.
Der Ortsbeirat wählte Stefan Hof (CDU) zum Ortsvorsteher.

## Kultur und Sehenswürdigkeiten
Der Ort führt zwar kein offizielles Wappen, aber traditionell wird der Hahn, im örtlichen Westerwälder Dialekt „Gickel“ genannt, als inoffizielles Wappentier angesehen. Der Hahn ist auf der im Jahr 2009 geschaffenen Ortsfahne abgebildet und wird unter anderem auch als Figur an die Spitze des Kirmesbaumes gesetzt.

### Vereine
Wilsenroth verfügt über die im Jahr 1928 gegründete Freiwillige Feuerwehr Wilsenroth (seit 1932 mit Spielmannszug und seit 1970 mit Jugendfeuerwehr), Ortsverbände von Katholischer Arbeitnehmerschaft, Katholischer Frauengemeinschaft, Katholischer Jugend und VdK, den Kirchenchor „Cäcilia“, den Männergesangverein „Frohsinn“, einen Museums- und Kulturverein, den Musikverein „Dornburg-Musikanten“, einen Verschönerungs-, einen Sport- und einen Turnverein.

### Bauwerke

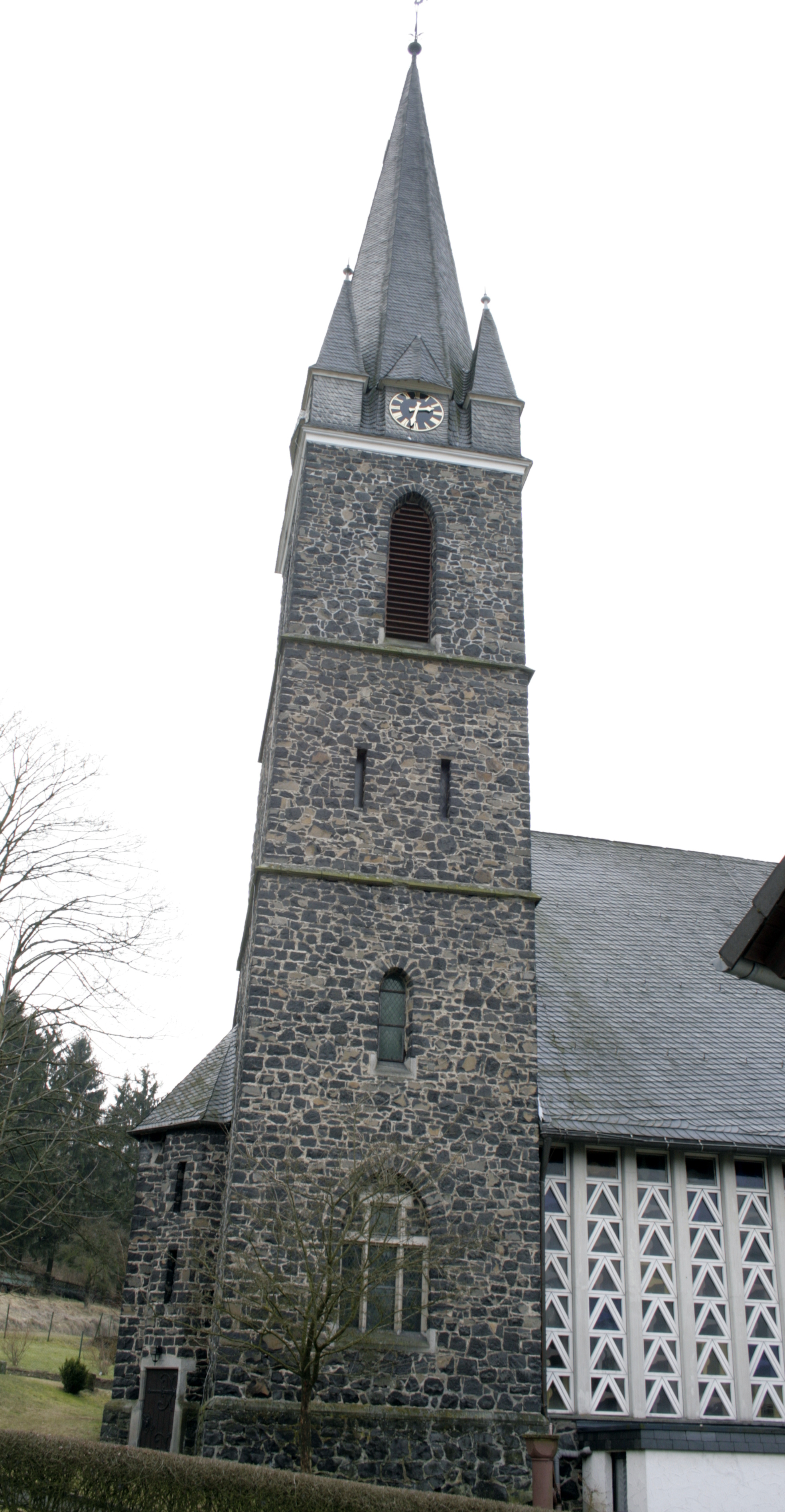
Alter Kirchturm, heute in den Kirchenneubau integriert
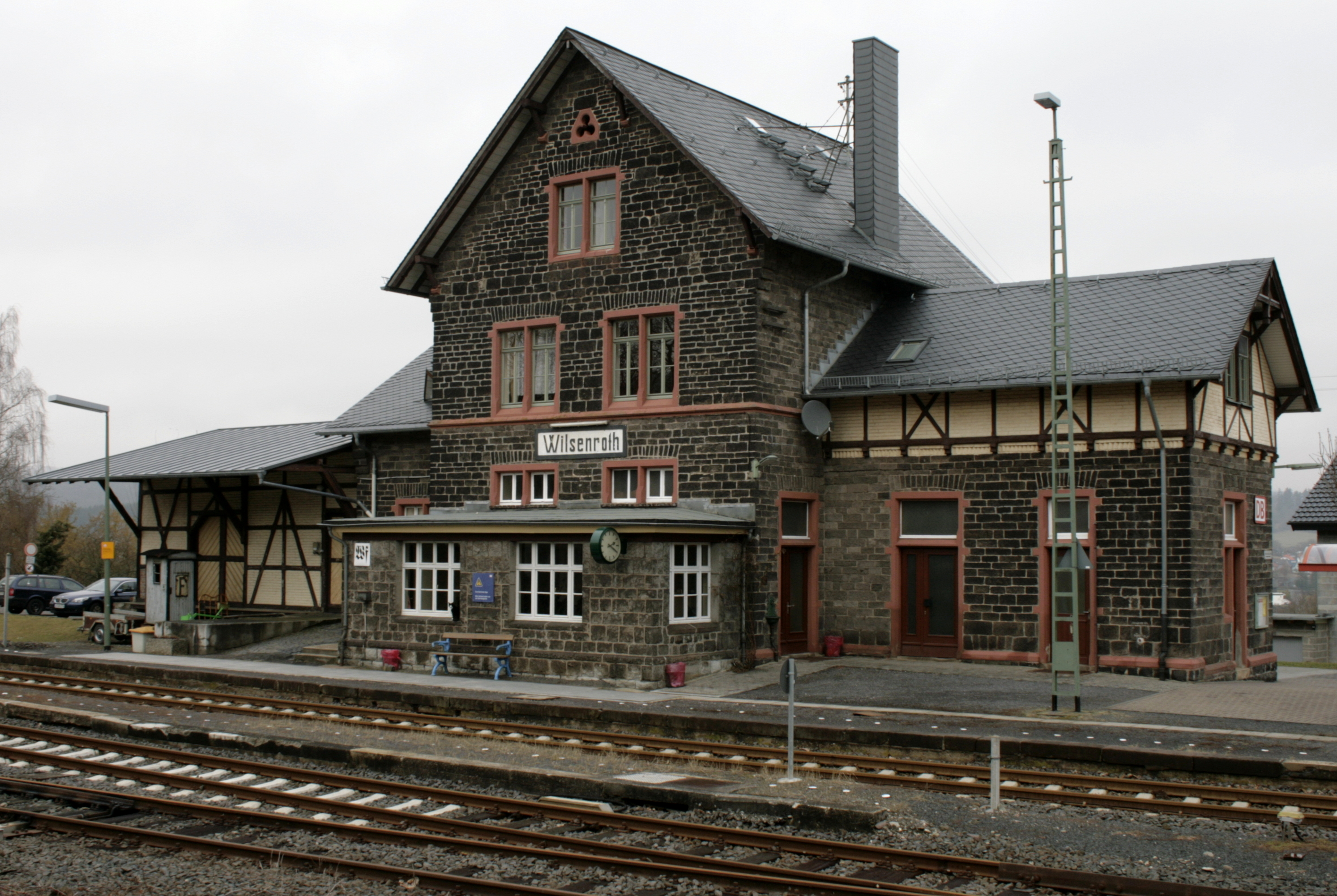
Bahnhof
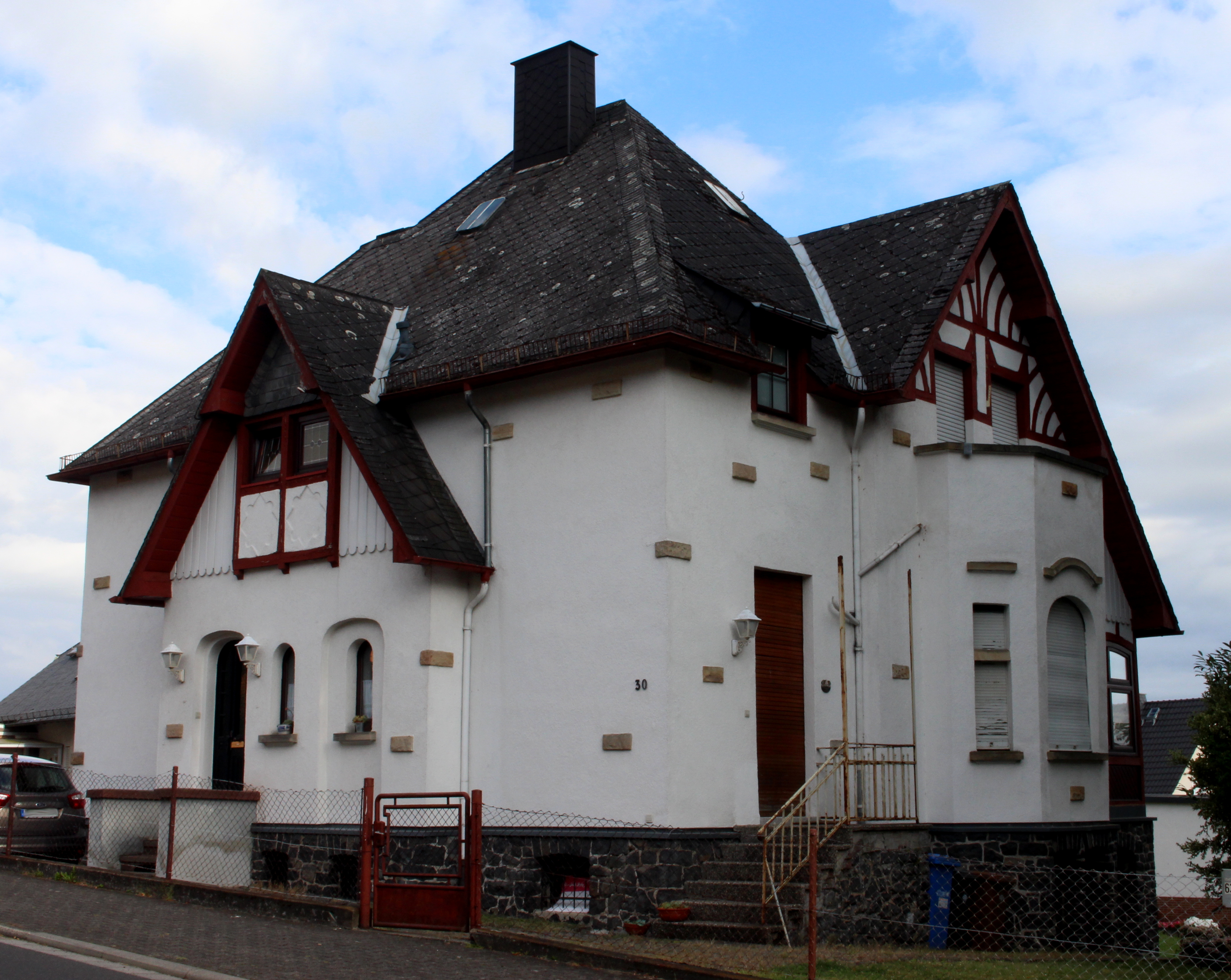
Bahnhofstraße 30
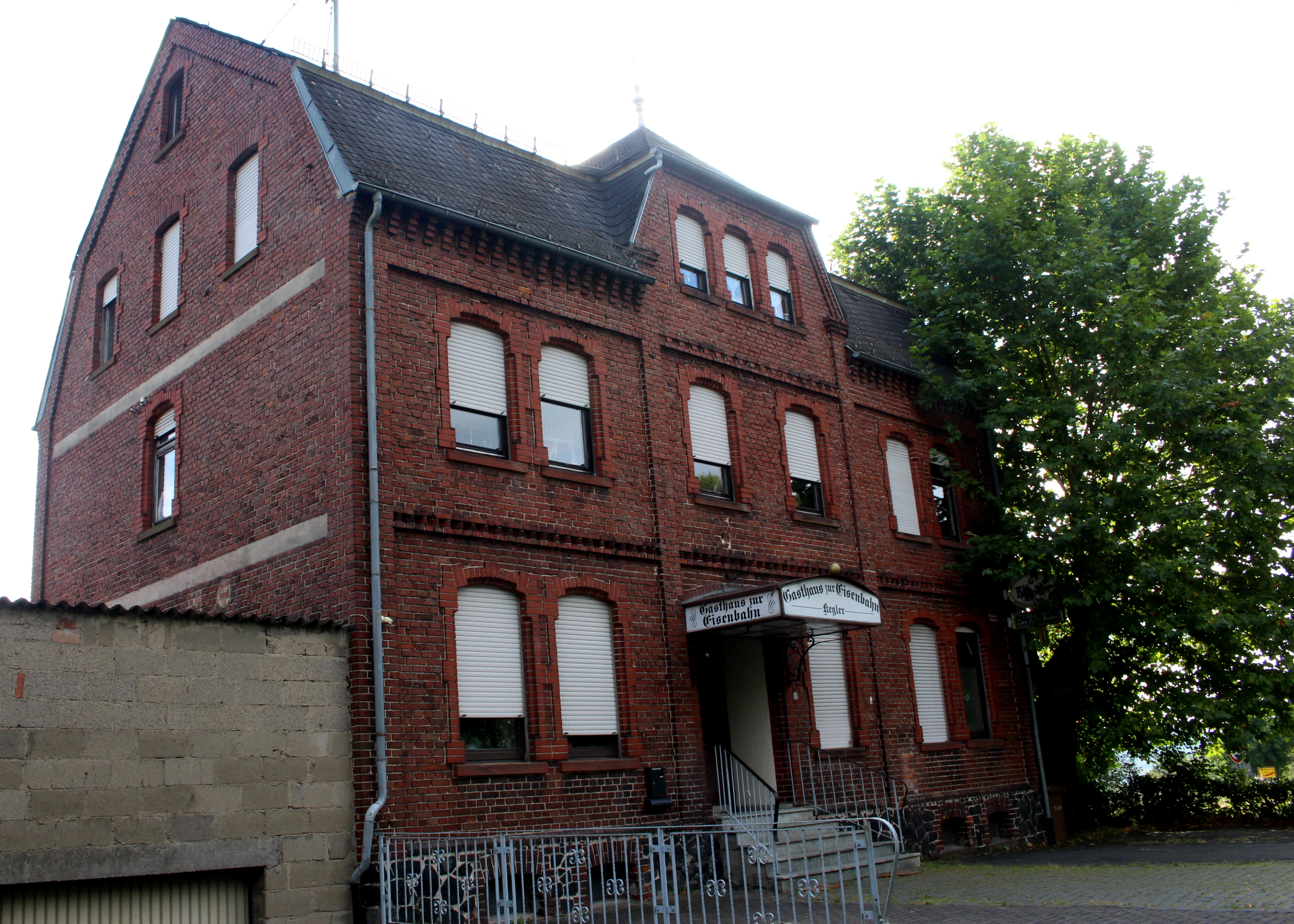
Bahnhofstraße 79
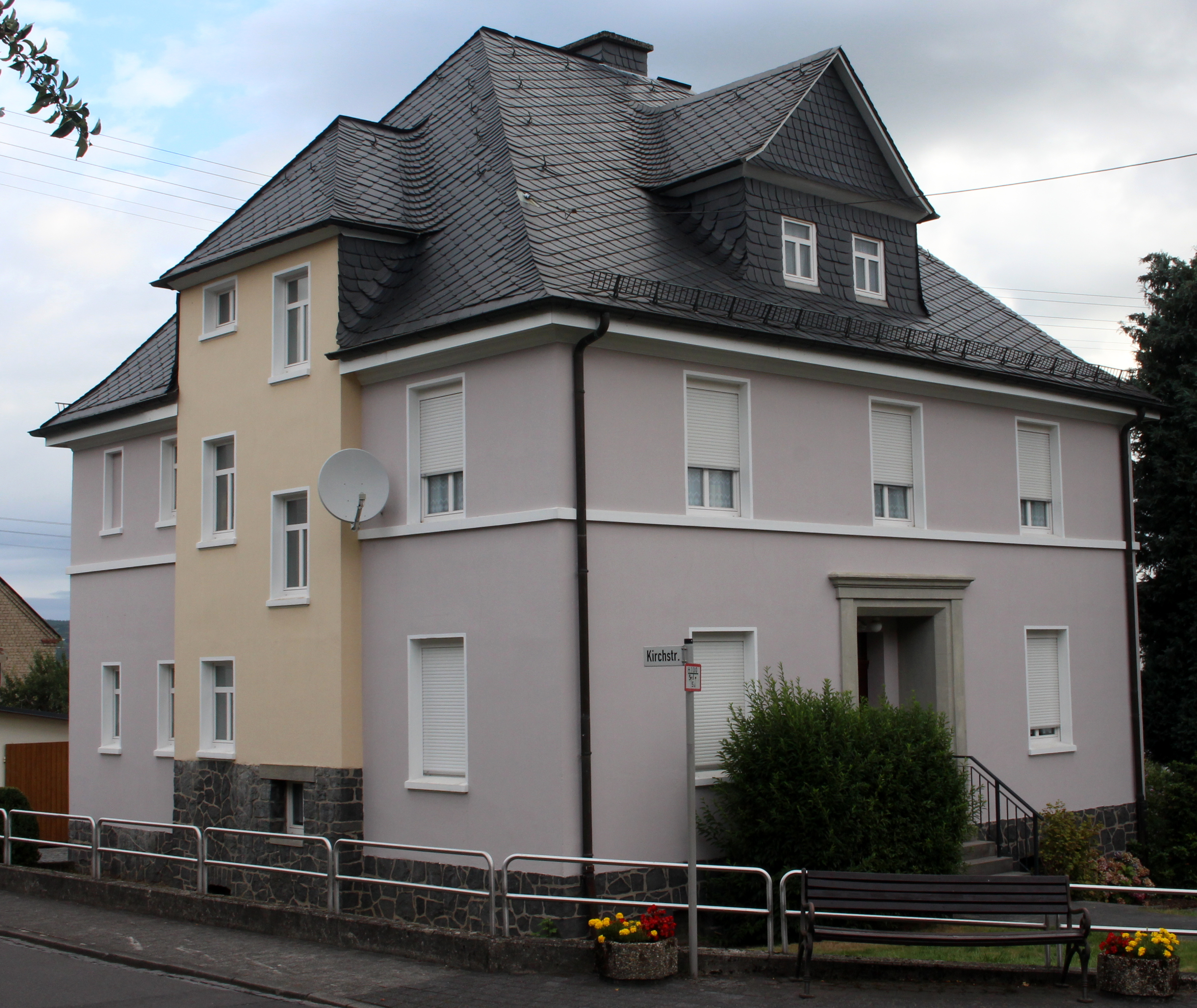
Ehemaliges Pfarrhaus

#### Kirche St. Bartholomäus
Lediglich der Turm der 1902 erbauten Kirche steht unter Denkmalschutz. Es handelt sich um einen aus regionalen Basaltsteinen errichteten Viereckturm mit auffällig hohem Spitzhelm. Ecktürmchen und Wichhäuser schmücken das Dach zusätzlich. Adresse: Kirchstraße 4.

#### Bahnhof
Diese Station der Bahnstrecke Limburg–Altenkirchen wurde 1886 fertiggestellt. Die Fassade wird von den vermauerten, relativ kleinformatigen Basaltsteinen und kontrastierenden Ziegeln geprägt. Der Kniestock des Nordflügels und die kleine, südlich angebaute Frachtlagerhalle sind in Fachwerk ausgeführt. Der gleiszugewandten Giebelseite wurde später ein Flachdachgebäude vorgebaut, welches das mechanische Stellwerk beherbergt. Der Bahnhof wird heute noch für den Bahnbetrieb genutzt und befindet sich seit dem Jahr 2003 in Privatbesitz. Adresse: Bahnhofstraße 83.

#### Bahnhofstraße 30
Zum Zeitpunkt seiner Errichtung 1907/08 befand sich das villenähnliche Gebäude im Landhausstil außerhalb der Ortslage. Es ist von einem parkähnlichen Garten umgeben. Der Baukörper wird durch eine Loggia, einen Portikus, verschiedene Erker und dem tief heruntergezogenen Dach gekennzeichnet. Die Fassade ist sehr heterogen mit offen zu Tage tretendem und verputztem Basaltmauerwerk, Fachwerkabschnitten und Holzverkleidung. Farbige Jugendstilfenster sind teilweise noch erhalten.

#### Bahnhofstraße 79
Der großformatige Bau wurde 1907 außerhalb des alten Ortskerns unmittelbar gegenüber dem Bahnhof als Gasthaus errichtet. Neben dem für die Region eher ungewöhnlichen Baustoff Klinker heben das Mansarddach, das Zwerchhaus über dem Eingang und Formsteine das Gebäude im Ortsbild hervor. Die Nutzung als Gaststätte wurde im Mai 2016 beendet.

#### Ehemaliges Pfarrhaus
Das villenartige, quadratische Gebäude entstand 1910 als Pfarrhaus an exponierter Stelle unmittelbar neben der Kirche. Das Walmdach, ein Zwerchhaus, ein Risalit an der Südwestfassade und das Portal mit einer Einfassung aus Travertin bilden architektonische Besonderheiten. Die heute Vorhandene Fenstergliederung sowie die Fensterläden stammen noch aus der Bauzeit. Adresse: Schulstraße 7.

## Infrastruktur

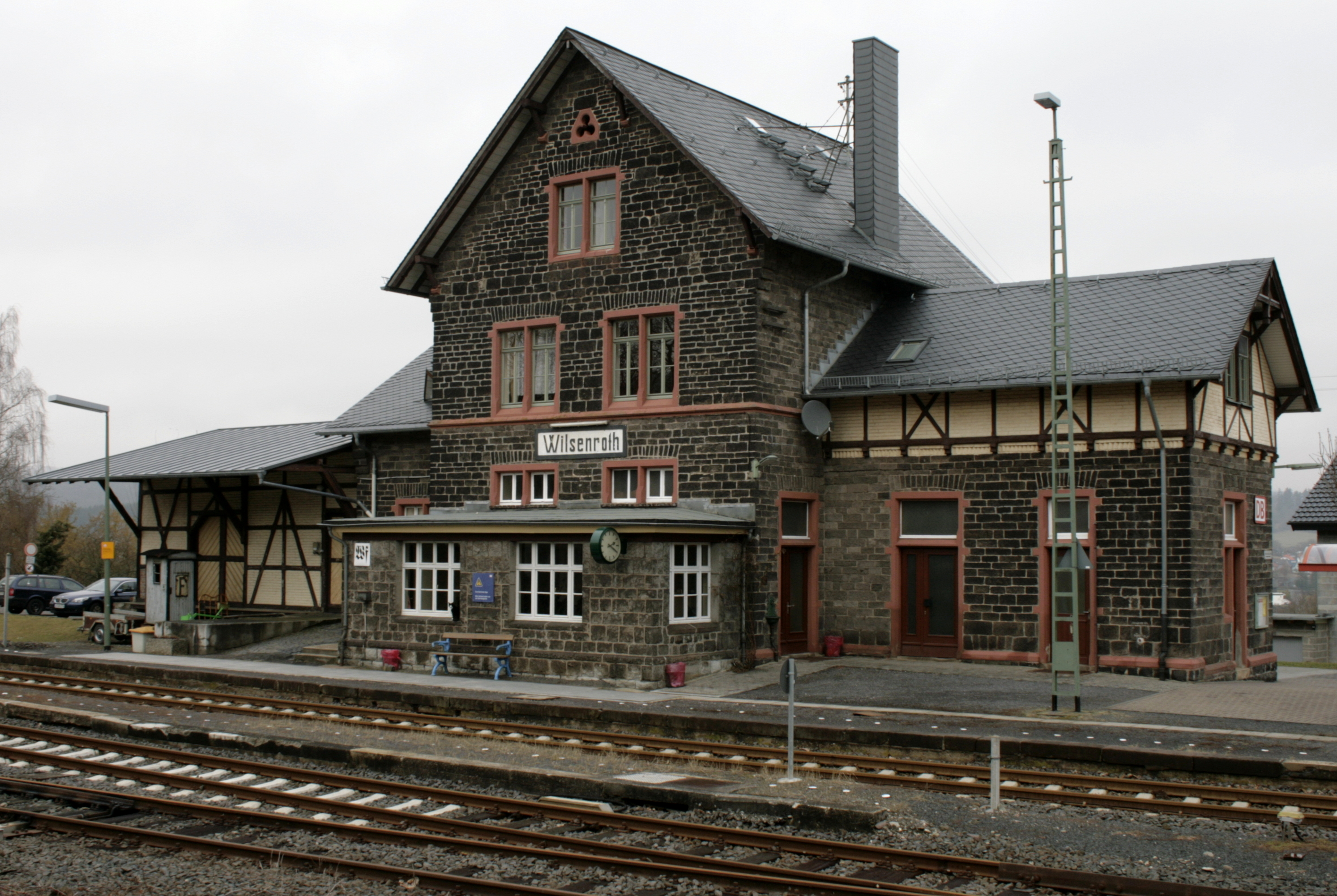
Der Bahnhof Wilsenroth

Der Bahnhof Wilsenroth liegt an der Westerwald-Sieg-Bahn, hier verkehrt die Linie RB90 von Limburg kommend via Diez Ost, Westerburg, Hachenburg, Altenkirchen, Betzdorf und Siegen nach Kreuztal.
Am Bahnhof befindet sich zudem eine Park-and-Ride-Anlage und Bike-and-Ride-Anlage sowie eine Haltestelle der Regionalbusse nach Limburg.
Die Freiwillige Feuerwehr Wilsenroth (gegründet 1928, seit dem 1. Januar 1970 mit Jugendfeuerwehr) sorgt für den abwehrenden Brandschutz und die allgemeine Hilfe.